# Nejhorší člověk na světě
Nejhorší člověk na světě, v norském originále Verdens verste menneske, je norské romantické komediální drama režiséra a scenáristy Joachima Triera. Trier scénář napsal spolu s Eskilem Vogtem. Po filmech Repríza (2006) a Oslo, 31. srpna (2011) se jedná o třetí film z režisérovy „osloské trilogie“. Příběh vypráví o třicátnici Julie, která je sice zadaná, ale ráda experimentuje a stále hledá své místo ve světě. Její starší přítel, komiksový kreslíř Aksel, by se však raději usadil a jejich vztah posunul na další úroveň.
V hlavních rolích se objevili Renate Reinsve, Anders Danielsen Lie a Herbert Nordrum. Film měl premiéru v soutěži na filmovém festivalu v Cannes 2021, kde herečka Renate Reinsve získala cenu pro nejlepší herečku. Na 94. ročníku udílení Oscarů byl film nominován v kategoriích nejlepší zahraniční film a nejlepší původní scénář.
V Česku měl film v kinech oficiální premiéru 17. března 2022, poprvé byl však v Česku uveden téměř o rok dříve v rámci Mezinárodního filmového festivalu Karlovy Vary.

## Obsah filmu
Julie, studentka medicíny v Oslu, přehodnocuje své studium a přechází nejprve na psychologii a později se věnuje fotografování. Naváže vztah s Akselem Willmanem, o patnáct let starším komiksovým kreslířem. Věnuje se psaní a tráví s Akselem víkend v domě jeho rodičů. Aksel nadhodí myšlenku založit s Julií rodinu, ale Julie si tím není jistá. Při cestě domů z Akselovy nakladatelské akce se Julie vloudí na svatební hostinu a seznámí se s baristou Eivindem. Ačkoli jsou oba ve vztahu, stráví spolu noc sdílením vtipů a intimností, ale bez sexuálního poměru. Vymění si pouze křestní jména a jejich cesty se rozejdou.
Julie napíše povídku o feminismu a orálním sexu. Aksel je jí ohromen a povzbudí ji, aby příběh zveřejnila na internetu, kde se mu dostane pozornosti. Julie slaví třicáté narozeniny v domě své rozvedené matky, ale její odcizený otec se oslavy nezúčastní, protože tvrdí, že ho bolí záda. O několik dní později Juliina nevlastní sestra nechtěně prozradí, že jejich otec ji v den jejích narozenin sledoval při fotbalovém turnaji. Vymlouvá se, že odmítl Akselovo pozvání na návštěvu k němu a Julii do Osla. Při práci v knihkupectví se Julie setkává s Eivindem a jeho přítelkyní Sunnivou. Na večeři s Akselovým bratrem a švagrovou si Aksel stěžuje na zkaženou filmovou adaptaci svého politicky nekorektního komiksového seriálu Bobcat a Julie se cítí znuděná a ignorovaná. Zdá se jí, že jde na rande s Eivindem, kde se do sebe zamilují. Druhý den se s Akselem rozejde.
Eivind opouští obsedantně sociálně-právně a klimaticky uvědomělou Sunnivu kvůli jejímu omezujícímu životnímu stylu. Julie a Eivind se k sobě nastěhují. Eivind uspořádá malý večírek, kde jeden z jeho přátel odhalí Eivindovu skrýš psychedelických hub, které Julie zkonzumuje a zažije halucinace. Následující noc se Eivindovi svěří, že v jeho přítomnosti může být sama sebou, ale on její tvrzení zřejmě ignoruje. Akselův bratr náhodou potká Julii v práci a prozradí jí, že Aksel má rakovinu slinivky. O něco později Eivind najde povídku, kterou Julie napsala. Když se domnívá, že je založena na jejích skutečných zážitcích, Julie to rozzlobeně popře a povyšuje se nad ním.
Julie se dozví, že je těhotná, a před Eivindem to dočasně zatají. Navštíví Aksela v nemocnici, kde se jí Aksel svěří, že se bojí smrti a stále ji miluje. Julie přizná, že je těhotná. Navzdory jeho ujišťování, že bude dobrou matkou, zůstává vyděšená. Po návratu domů Julie řekne Eivindovi o svém těhotenství a rozhodnou se žít odděleně, dokud se nerozhodne, zda si chce dítě nechat. Poté, co stráví čas s Akselem, dostane Julie později hlasovou zprávu od jeho bratra, který jí oznámí, že Aksel pravděpodobně nepřežije noc. Při sprchování potratí.
O nějaký čas později Julie pracuje jako fotografka na natáčení filmu. Fotografuje herečku a pak ji uvidí venku s Eivindem a dítětem. Vrací se domů, aby upravila fotografie z daného dne.

## Obsazení
| Renate Reinsve       | Julie      |
| Anders Danielsen Lie | Aksel      |
| Herbert Nordrum      | Eivind     |
| Hans Olav Brenner    | Ole Magnus |
| Helene Bjørneby      | Karianne   |
| Vidar Sandem         | Per Harald |
| Maria Grazia Di Meo  | Sunniva    |
| Lasse Gretland       | Kristoffer |
| Karen Røise Kielland | Tone       |
| Marianne Krogh       | Eva        |
| Thea Stabell         | Åse        |
| Deniz Kaya           | Anna       |
| Eia Skjønsberg       | Synne      |

## Recenze
Snímek získal u českých filmových kritiků převážně nadprůměrná a pozitivní hodnocení:
- Timon Láska, Červený koberec, 18. prosince 2021, [6]
- Martin Pleštil, Kulturio, 11. ledna 2022, [7]
- Milan Rozšafný, MovieZone, 16. března 2022, [8]
- Věra Míšková, Právo, 17. března 2022, [9]
- Mirka Spáčilová, iDNES.cz, 19. března 2022, [10]
- Dagmar Šimková, Totalfilm, 19. března 2022, [11]
- Marek Čech, AV Mania, 19. března 2022, [12]

## Ocenění a nominace
| Ocenění                                              | Datum předávání    | Kategorie                                        | Nominovaný                 | Výsledek  |
| ---------------------------------------------------- | ------------------ | ------------------------------------------------ | -------------------------- | --------- |
| Filmový festival v Cannes                            | 17. července 2021  | Zlatá palma                                      | Joachim Trier              | nominace  |
| Filmový festival v Cannes                            | 17. července 2021  | Nejlepší herečka                                 | Renate Reinsve             | vítězství |
| Gotham Independent Film Awards                       | 29. listopadu 2021 | Nejlepší zahraniční celovečerní film             | Nejhorší člověk na světě   | nominace  |
| National Board of Review                             | 3. prosince 2021   | Nejlepších pět cizojazyčných filmů               | Nejhorší člověk na světě   | vítězství |
| New York Film Critics Circle                         | 3. prosince 2021   | Nejlepší cizojazyčný film                        | Nejhorší člověk na světě   | vítězství |
| Washington D.C. Area Film Critics Association Awards | 6. prosince 2021   | Nejlepší cizojazyčný film                        | Nejhorší člověk na světě   | nominace  |
| Evropské filmové ceny                                | 11. prosince 2021  | Nejlepší scénář                                  | Joachim Trier              | nominace  |
| Evropské filmové ceny                                | 11. prosince 2021  | Nejlepší herečka                                 | Renate Reinsve             | nominace  |
| Chicago Film Critics Association Awards              | 15. prosince 2021  | Nejlepší cizojazyčný film                        | Nejhorší člověk na světě   | nominace  |
| Los Angeles Film Critics Association Awards          | 18. prosince 2021  | Nejlepší herečka                                 | Renate Reinsve             | 2. místo  |
| Dallas–Fort Worth Film Critics Association           | 20. prosince 2021  | Nejlepší cizojazyčný film                        | Nejhorší člověk na světě   | 2. místo  |
| Alliance of Women Film Journalists Awards            | leden 2022         | Průlomový herecký výkon                          | Renate Reinsve             | nominace  |
| Alliance of Women Film Journalists Awards            | leden 2022         | Nejodvážnější výkon                              | Renate Reinsve             | nominace  |
| National Society of Film Critics                     | 8. ledna 2022      | Nejlepší herečka                                 | Renate Reinsve             | 2. místo  |
| National Society of Film Critics                     | 8. ledna 2022      | Nejlepší herec ve vedlejší roli                  | Anders Danielsen Lie       | vítězství |
| Belgická asociace filmových kritiků                  | 8. ledna 2022      | Grand Prix                                       | Nejhorší člověk na světě   | vítězství |
| San Diego Film Critics Society                       | 10. ledna 2021     | Nejlepší mezinárodní film                        | Nejhorší člověk na světě   | nominace  |
| San Francisco Bay Area Film Critics Circle           | 10. ledna 2021     | Nejlepší cizojazyčný film                        | Nejhorší člověk na světě   | nominace  |
| Austin Film Critics Association                      | 11. ledna 2022     | Nejlepší mezinárodní film                        | Nejhorší člověk na světě   | nominace  |
| Toronto Film Critics Association                     | 16. ledna 2022     | Nejlepší cizojazyčný film                        | Nejhorší člověk na světě   | 2. místo  |
| Seattle Film Critics Society                         | 17. ledna 2022     | Nejlepší neanglický celovečerní film             | Nejhorší člověk na světě   | nominace  |
| Seattle Film Critics Society                         | 17. ledna 2022     | Nejlepší herečka v hlavní roli                   | Renate Reinsve             | nominace  |
| Houston Film Critics Society Awards                  | 19. ledna 2022     | Nejlepší cizojazyčný film                        | Nejhorší člověk na světě   | nominace  |
| Online Film Critics Society Awards                   | 24. ledna 2022     | Nejlepší film                                    | Nejhorší člověk na světě   | nominace  |
| Online Film Critics Society Awards                   | 24. ledna 2022     | Nejlepší herečka                                 | Renate Reinsve             | nominace  |
| Online Film Critics Society Awards                   | 24. ledna 2022     | Nejlepší cizojazyčný film                        | Nejhorší člověk na světě   | nominace  |
| London Film Critics Circle Awards                    | 6. února 2022      | Herečka roku                                     | Renate Reinsve             | nominace  |
| London Film Critics Circle Awards                    | 6. února 2022      | Nejlepší cizojazyčný film roku                   | Nejhorší člověk na světě   | nominace  |
| César                                                | 25. února 2022     | Nejlepší zahraniční film                         | Nejhorší člověk na světě   | nominace  |
| Critics' Choice Movie Awards                         | 13. března 2022    | Nejlepší cizojazyčný film                        | Nejhorší člověk na světě   | nominace  |
| Filmová cena Britské akademie                        | 13. března 2022    | Nejlepší herečka v hlavní roli                   | Renate Reinsve             | nominace  |
| Filmová cena Britské akademie                        | 13. března 2022    | Nejlepší neanglický celovečerní film             | Nejhorší člověk na světě   | nominace  |
| Oscar                                                | 27. března 2022    | Nejlepší původní scénář                          | Eskil Vogt a Joachim Trier | nominace  |
| Oscar                                                | 27. března 2022    | Nejlepší zahraniční film                         | Nejhorší člověk na světě   | nominace  |
| Satellite Award                                      | 2. dubna 2022      | Nejlepší cizojazyčný film                        | Nejhorší člověk na světě   | nominace  |
| Satellite Award                                      | 2. dubna 2022      | Nejlepší herečka v hlavní roli – komedie/muzikál | Renate Reinsve             | nominace  |